# エメリック・プレスバーガー
エメリック・プレスバーガー（Emeric Pressburger,  1902年12月5日 - 1988年2月5日）は、ハンガリー生まれでイギリスで活動した脚本家、映画製作者で、マイケル・パウエルとのコンビ「パウエル＝プレスバーガー」による共同製作・監督・脚本で知られる。

## 来歴・人物
オーストリア・ハンガリーのミシュコルツで生まれたプレスバーガーは本名を Pressburger Imre József という。プラハとシュトゥットガルトの大学で法律を学んだのちジャーナリストとなる。1920年代末にベルリンのウーファ社でシナリオを書くようになるが、ナチスの台頭にともないユダヤ人であったプレスバーガーはパリに移る。そこでイギリス映画のための仕事をするようになった彼は、ハンガリー出身のアレクサンダー・コルダのすすめもありロンドンに渡る。
コルダのロンドン・フィルムズに脚本家として雇われたプレスバーガーだが、初めは英語も話せなかった。独学で英語を身につけやがて一本立ちの脚本家となったプレスバーガーはマイケル・パウエルと知り合い意気投合する。二人で映画製作会社アーチャーズ Archers を設立し1942年から1956年まで、15本の映画を共同で製作（監督・脚本も）した。
パウエルとのコンビを解消した後は単独で脚本や小説を書いた。彼の小説『日曜日には鼠を殺せ』Killing a Mouse on Sunday はフレッド・ジンネマンによって映画化されている。

## 主な作品
- スパイ The Spy in Black 脚本 1939年
- 潜水艦轟沈す 49th Parallel 原案・脚本 1941年
- カンタベリー物語 A Canterbury Tale 製作、脚本、監督 1944年
- うずまき I Know Where I'm Going! 製作、脚本、監督 1945年
- 天国への階段 A Matter of Life and Death / Stairway to Heaven 製作、脚本、監督 1946年
- 黒水仙 Black Narcissus 製作、脚本、監督 1947年
- 赤い靴 The Red Shoes 製作、脚本、監督 1948年
- 女狐 Gone to Earth  製作、脚本、監督 1950年
- ホフマン物語 Tales of Hoffmann 製作、脚本、監督 1951年
- 戦艦シュペー号の最後 The Battle of the River Plate 製作、脚本、監督 1956年